# Theristria dentata
Theristria dentata är en insektsart som beskrevs av Christine Lynette Lambkin 1986. Theristria dentata ingår i släktet Theristria och familjen fångsländor. Inga underarter finns listade i Catalogue of Life.